# 大町 (横手市)
大町（おおまち）は、秋田県横手市の町丁。郵便番号は013-0021。人口は139人、世帯数は62世帯（2020年10月1日現在）。丁目の設定のない単独町名で、全域で住居表示が実施されている。旧横手市大町上丁の一部、大町中丁・大町下丁の全部に相当する。

## 地理
横手地域の中央部に位置し、東で根岸町・羽黒町、西で四日町・鍛冶町、南で清川町、北で本町と隣接する。町の東端から北端にかけて横手川が流れ、かつて内町と称された対岸の旧武家町との間に中の橋、学校橋、上の橋が架かる。中心部には秋田県道272号御所野安田線（羽州街道）が縦貫。沿線には商店などが立ち並び、藩政期以降から四日町とともに市内を代表する商業地であったが、後年に横手駅周辺、横手バイパス沿いへと商業地は変遷し、四日町などとともに空洞化が進んでいる。また、かつて街道沿いには市役所を始めとする官公署が多数置かれていたが、いずれも再開発地区や郊外への移転が相次いでおり、2024年時点では横手郵便局やNTTビル（旧電報電話局）などが残る。
全域が都市計画区域に含まれるが、区域区分非設定区域となっている。都市計画法上の用途地域では全域が商業地域に指定されている。
- 河川：横手川

## 歴史
横手川右岸の朝倉山（通称・お城山）に位置した横手城の城下町として栄えた地域で、現在も横手市の中心市街地の一角を成している。現在の大町は横手川の左岸、商人や職人が住む「外町」に当たる地域で、江戸時代頃から城下町として形成されていった。大町は、外町を構成する町内の中で最も城に近い。
外町には南北に2本の街路が引かれ、そのうち東側の街路沿いを大町と称した。さらにこれを三分する2本の辻貫通りが東西に引かれ、この通りを境に南から大町上丁・大町中丁・大町下丁と称した（四日町も同様の区分）。1889年（明治22年）に平鹿郡横手町が発足すると、横手町大町上丁・同大町中丁・同大町下丁として町名が引き継がれ、1966年4月1日に実施された住居表示によって現在の町域となった。住居表示の際には上丁・中丁・下丁の区分がなくなり、大町上丁の一部は四日町に分離した。
江戸時代に横手城下が佐竹家家臣によって整備された際に形成された宿場町で、それまでは横手川の洪水の危険がある場所として、秣場や耕作地であったと推測されている。大町下丁の東奥は川際までの距離があったため、中の橋のたもとから北方向へ小路を伸ばし、そこを川原町と呼んだ。1882年の「郡区町村一覧」には町名がなく、大町下丁の一部となっている上、1969年より始まった横手川の河川改修事業により土地が削られており、現存しない。
明治期に入ってから、大町には横手郵便局や横手警察署などが置かれ、その後横手税務署、横手市役所、横手電報電話局、横手市立図書館、横手商工会議所なども大町の地に置かれ、横手市における中枢的官公庁街が形成された。ただ、税務署は1964年頃に旭川の土地区画整理事業区域内へ移転、警察署は1976年に郊外のバイパス沿いへ移転、市役所は1989年に中央町の再開発地区へ移転、図書館および商工会議所は2024年に横手駅東口の再開発地区へ移転しており、官公庁街としての側面は失われている。

### 沿革
- 1871年（明治4年）1月 - (旧)秋田銀行横手支店が、大町上丁29番地に開業[26]。
- 1877年（明治10年）11月 - 横手警察署が、下根岸町から大町中丁に移転[27]。
- 1878年（明治11年）10月20日 - 横手電信分局が、大町下丁33番地（現・大町1番5号）に開局[28]。
- 1889年（明治22年）10月16日 - 横手電信分局と四日町の横手郵便役所が合併し、横手郵便電信局（現・横手郵便局）となる[28]。
- 1900年（明治33年）7月 - 安田銀行（後のみずほ銀行）横手支店が、大町下丁に開業[29]。
- 1922年（大正11年）
  - 6月 - 秋田銀行横手支店が、大町中丁45番地に移転。
  - 8月 - 羽後銀行（後の北都銀行）横手支店が、四日町から大町上丁27番地に移転[30]。
- 1925年（大正15年）3月 - 盛岡銀行黒沢尻支店横手派出所が、大町中丁に開設[31]。1927年支店に昇格[31]。
- 1931年（昭和6年）7月1日 - 仙台地方専売局横手販売所が、大町中丁に開設[32]。
- 1933年（昭和8年）
  - 6月
    - 羽後銀行横手支店が、大町29番地（現・大町7番8号）へ移転[30]。1949年には本店に、1964年に本店は秋田市へ移転し、再び横手支店となる[30]。
    - 盛岡銀行横手支店が廃止[31]。
- 1937年（昭和12年）1月 - 安田銀行横手支店が廃止、羽後銀行に譲渡[29]。
- 1938年（昭和13年）10月 - 第四十八銀行横手支店が、大町上丁（現・横手商工会議所 大町会館の場所）に開設[33]。後に合併により秋田銀行となり、同行横手南支店となるが、1942年（昭和17年）に閉鎖[33]。
- 1941年（昭和16年）11月16日 - 仙台地方専売局横手販売所が、四日町に移転[32]。
- 1943年（昭和28年）12月 - 日本勧業銀行秋田支店横手特設出張所が、大町中丁15番地に開設[34]。
- 1946年（昭和21年）6月 - 横手市立図書館が、城西町から大町の安田銀行横手支店跡に移転[35]。
- 1948年（昭和23年）3月 - 横手市立図書館が、前郷（現・前郷二番町）へ移転[35]。
- 1949年（昭和24年）1月20日 - 横手労働基準監督署が、市役所庁舎内から大町中丁（現・大町5番15号）の旧常備消防詰所へ移転[36]。
- 1950年（昭和25年）10月 - 日本勧業銀行秋田支店横手特設出張所が廃止[34]。
- 1954年（昭和29年）横手電信電話局の新局舎が、大町中丁15番地（現・大町6番13号）に完成[37]。
- 1958年（昭和33年）12月19日 - 横手労働基準監督署が、前郷（現・前郷二番町）へ移転[36]。
- 1963年（昭和38年）11月8日 - 横手市役所が、島崎町から大町下丁34番地1（現・大町1番1号）へ移転[38]。
- 1965年（昭和40年）5月 - 横手市立図書館が、城西町から大町7番9号に移転[39]。
- 1969年（昭和44年）10月 - 秋田銀行横手支店が、四日町に移転[26]。
- 1976年（昭和51年）
  - 11月 - 市内で初となる流雪溝が完成[40]。
  - 12月1日 - 横手警察署が、安田へ移転[21]。
- 1989年（平成元年）3月30日 - 横手市役所が、中央町へ移転[41]。
- 2024年（令和2年）2月29日 - 横手市立横手図書館が、駅前町へ移転するため閉館[23]。

### 町名の変遷
以下はすべて住居表示実施に伴う変更。
| 実施後 | 実施年月日     | 実施前           |
| ------ | -------------- | ---------------- |
| 大町   | 昭和41年4月1日 | 大町上丁（一部） |
| 大町   | 昭和41年4月1日 | 大町中丁         |
| 大町   | 昭和41年4月1日 | 大町下丁         |

## 世帯数と人口
2020年（令和2年）10月1日現在の世帯数と人口は以下の通りである。
| 町丁 | 世帯数 | 人口  |
| ---- | ------ | ----- |
| 大町 | 62世帯 | 139人 |

### 人口の推移
以下は国勢調査による1995年（平成7年）以降の人口の推移。
| 年                 | 人口 |
| ------------------ | ---- |
| 1995年（平成7年）  | 258  |
| 2000年（平成12年） | 242  |
| 2005年（平成17年） | 220  |
| 2010年（平成22年） | 185  |
| 2015年（平成27年） | 169  |
| 2020年（令和2年）  | 139  |

以下は国勢調査による1995年（平成7年）以降の世帯数の推移。
| 年                 | 世帯数 |
| ------------------ | ------ |
| 1995年（平成7年）  | 86     |
| 2000年（平成12年） | 80     |
| 2005年（平成17年） | 77     |
| 2010年（平成22年） | 69     |
| 2015年（平成27年） | 72     |
| 2020年（令和2年）  | 62     |

## 小・中学校の学区
市立小・中学校に通う場合、学区（校区）は以下の通りとなる。
| 番地 | 小学校               | 中学校               |
| ---- | -------------------- | -------------------- |
| 全域 | 横手市立横手南小学校 | 横手市立横手南中学校 |

## 交通

### 鉄道
町内に駅はない。最寄り駅は■奥羽本線、■北上線の横手駅。

### バス
羽後交通
- 横手郵便局入口（横手市循環バス）
- 北都銀行前（横手市循環バス）
- 横手郵便局前（上台線、横手・大曲線）
- 南小学校入口（上台線、横手・大曲線）

### 道路
- 秋田県道272号御所野安田線（羽州街道）
  - 旧・蛇の崎橋（橋自体は撤去されており、モニュメントが設置されている）
  - 中の橋（横手川）
  - 学校橋（横手川）
  - 上の橋（横手川）

## 施設
- 秋葉山神社
祭神：秋葉大権現・鴉天狗
祭日：（春祭）5月23日・24日、（秋祭）8月23日・24日
開創年代は定かでないが、藩政時代より鎮座しているとされる[48]。静岡県の秋葉山にある秋葉山本宮秋葉神社の分霊[48]。
- 正一位稲荷神社（6番）
祭神：稲荷大明神
祭日：旧暦8月16日・17日
開創年代は定かでないが、明治戊申の後、湊谷門兵衛家の内神として豊川稲荷の分霊を勧請、明治中葉頃から町内で祭りを開催している[48]。
- 正一位稲荷神社（3番2号、旧川原町）
祭神：稲荷大明神
祭日：初牛 旧暦4月8日・9月19日
豊川稲荷の分霊。1894年の大洪水で社殿が流失し、1898年に再建。境内社として蛇王神社（祭日：6月12日）も祀っているが、1931年の洪水で流失、祠が造られた[49]。
- 木村屋商店（5番23号）[50]

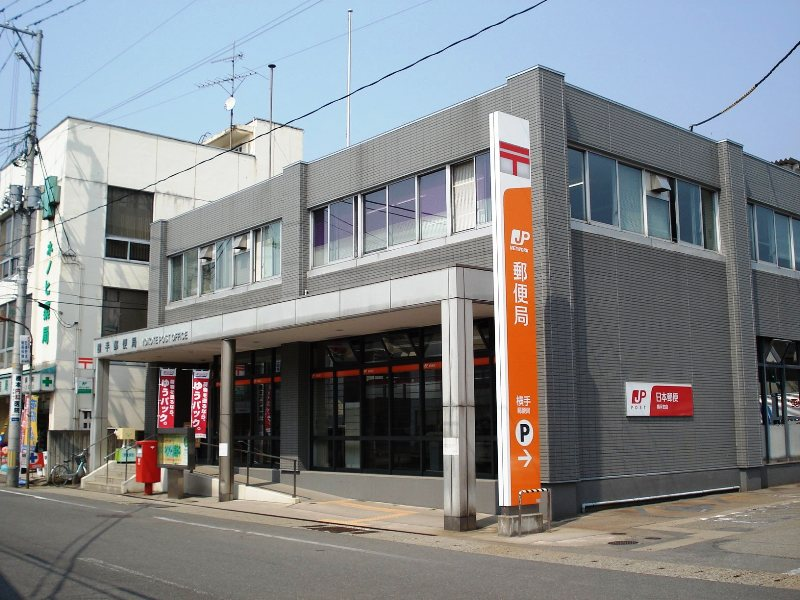
横手郵便局（6番13号）
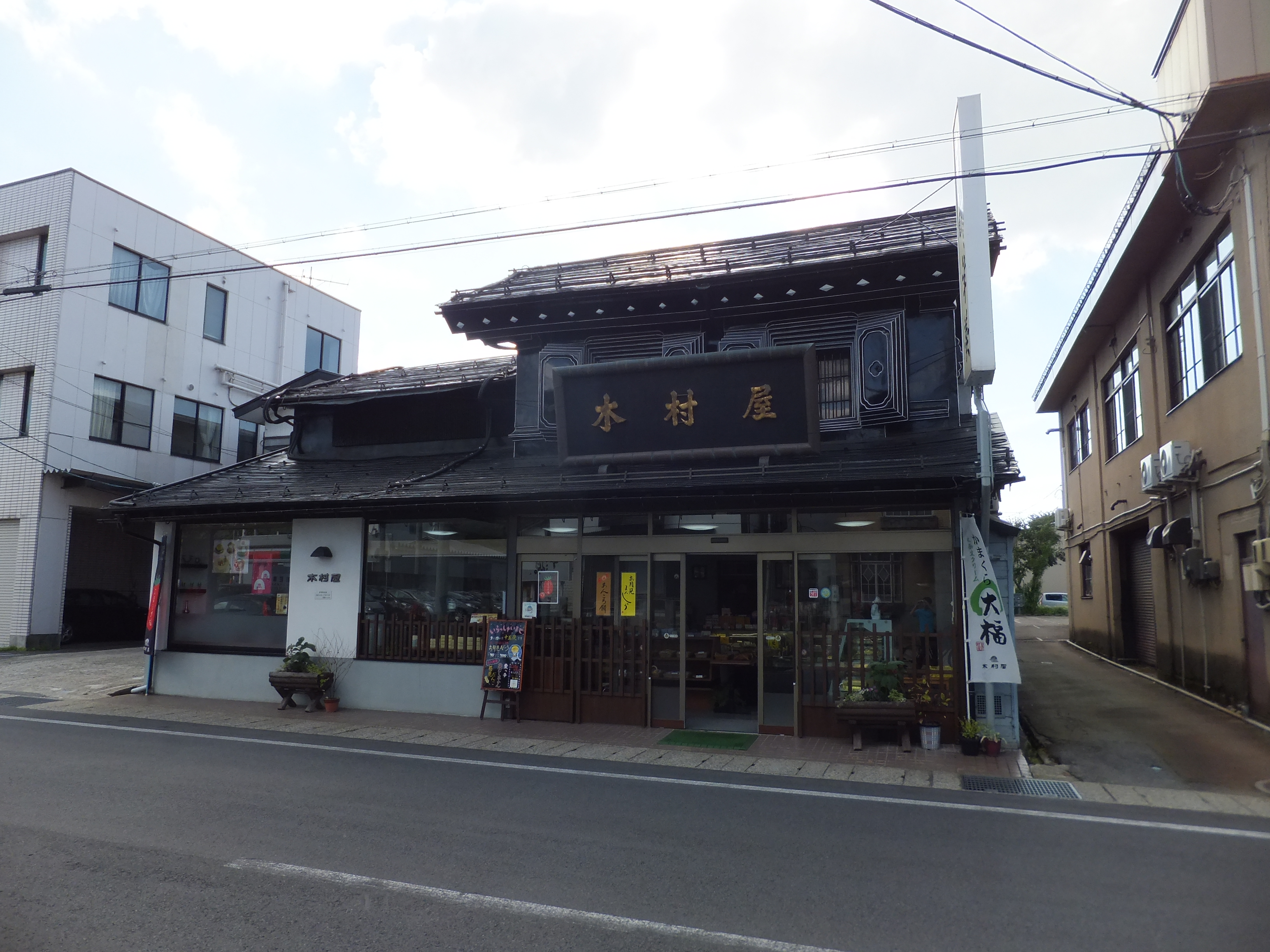
木村屋商店
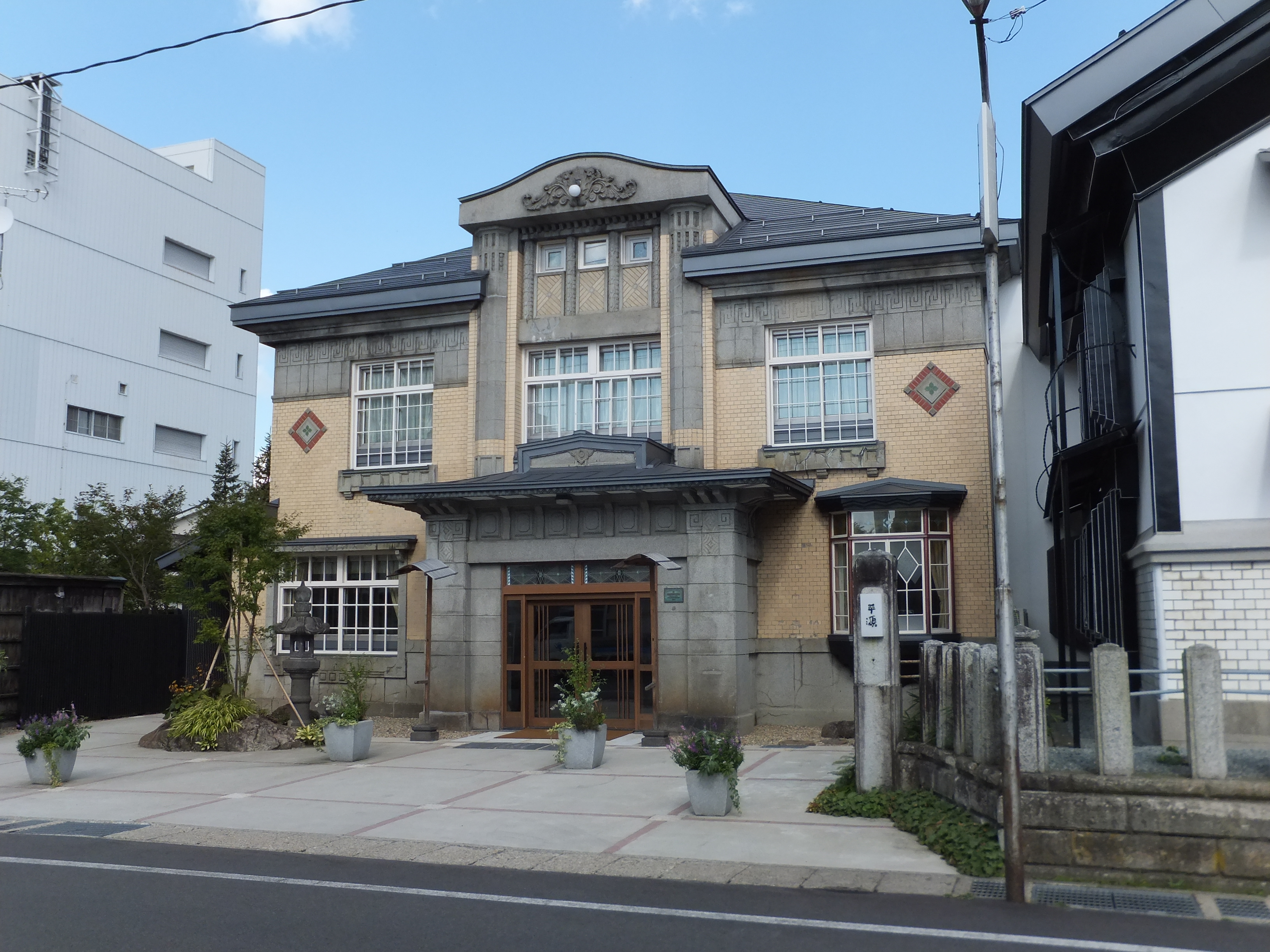
ゲストハウス平源（6番24号）
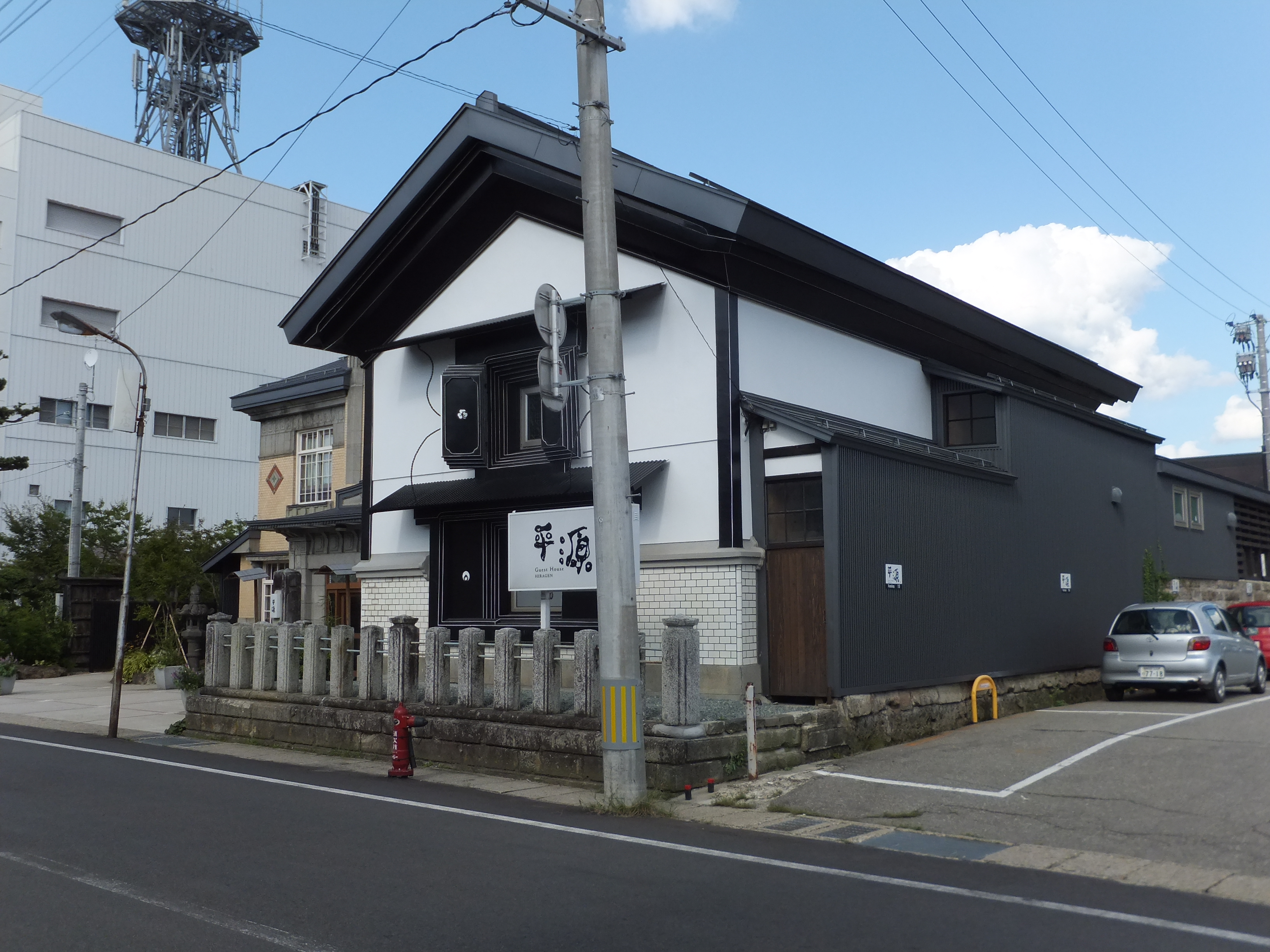
旅館平源土蔵
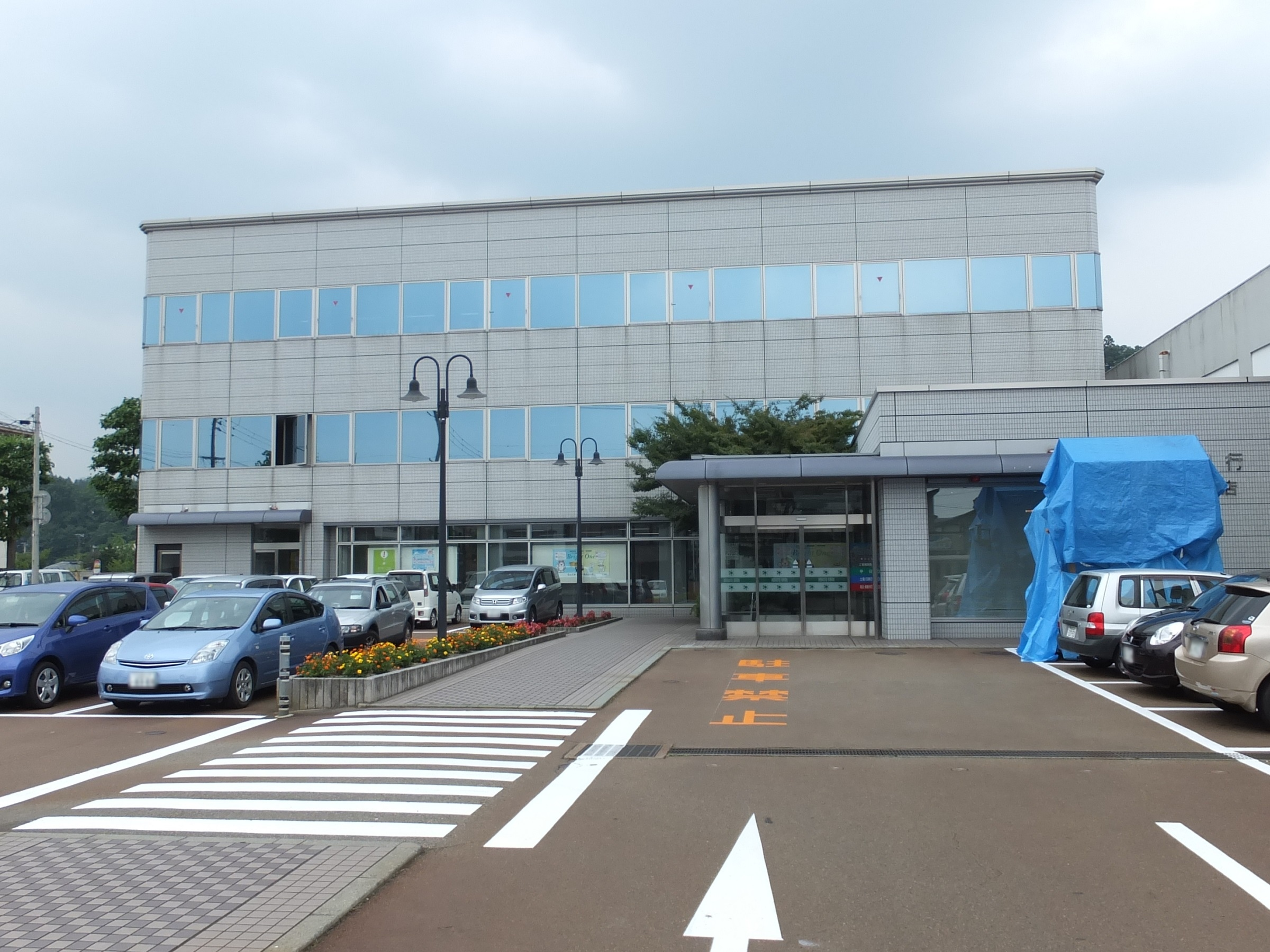
北都銀行 横手支店（7番8号）

- 横手郵便局
- 木村屋商店
- ゲストハウス平源
- 旅館平源土蔵
- 北都銀行 横手支店